# Леедікюла
Ле́едікюла (ест. Leediküla) — село в Естонії, у волості Ляене-Ніґула повіту Ляенемаа.

## Населення
Чисельність населення на 31 грудня 2011 року становила 33 особи.

## Географія
Територією села тече струмок Леедікюла (Leediküla oja).
Через населений пункт проходить автошлях 11230 (Гар'ю-Рісті — Ріґулді — Винткюла).

## Історія
До 27 жовтня 2013 року село входило до складу волості Таебла.